# Saif (gwiazda)
Saif (Kappa Orionis, κ Ori) – gwiazda w gwiazdozbiorze Oriona, odległa od Słońca o około 646 lat świetlnych.

## Nazwa
Tradycyjna nazwa gwiazdy pochodzi z języka arabskiego. Wyrażenie ‏سیف الجبّار‎ saif al jabbar oznacza „miecz olbrzyma” i zostało błędnie przeniesione na tę gwiazdę z położonych dalej na północ gwiazd Miecza Oriona. Pierwotna arabska nazwa tej gwiazdy, lepiej odpowiadająca jej położeniu w postaci Oriona, brzmiała ‏رجل الجوزاء اليمين‎ rijl al Jauza al yamin „prawa noga Olbrzyma”. Międzynarodowa Unia Astronomiczna w 2016 roku formalnie zatwierdziła użycie nazwy Saiph dla określenia tej gwiazdy.

## Charakterystyka obserwacyjna
Saif jest szóstą co do jasności gwiazdą w konstelacji i jedną z tworzących zarys sylwetki Oriona. Jej obserwowana wielkość gwiazdowa to 2,07m, zaś wielkość absolutna jest równa −4,41m.

## Charakterystyka fizyczna
Jest to błękitny jasny olbrzym należący do typu widmowego B0; był także klasyfikowany jako nadolbrzym, na podstawie dawniejszej, wyższej oceny odległości. Temperatura tej gwiazdy to około 26 000 K. Saif ma masę ok. 15,5 razy większą niż Słońce, świeci ok. 56 900 razy jaśniej i jest 11 razy większy od Słońca. Prędkość obrotu mierzona na równiku gwiazdy to ok. 83 km/s. Tak masywna gwiazda zakończy życie jako supernowa.